# Barrosa (Portugal)
Barrosa es una freguesia portuguesa del concelho de Benavente, en el distrito de Santarén, con 7,18 km² de área y 725 habitantes (2011). Densidad: 101 hab/km².
Situada en la margen izquierda del río Sorraia, a 5 km al este de Benavente y limitando con el concelho de Coruche, Barrosa tiene su origen en el núcleo rural de São Brás da Barrosa y solo alcanzó la autonomía como freguesia en 1988. En su patrimonio destaca la capilla de São Brás (San Blas), datada probablemente en el siglo XV.